# Анна Комнина Дукиня
Анна Комнина Дукиня (XIII век — 4 января 1286) — княгиня-консорт Ахейи (1258—1278), жена Гильома II де Виллардуэн. Регент на какое-то время в 1259—1262 годах.
Дочь правителя Эпира Михаила II Комнина Дуки и его жены Феодоры. В 1258 году в Патрах она вышла замуж за принца Ахейского Гильома II из Виллардуэн, а её сестра Елена — за короля Сицилии Манфреда. Эти браки были частью союза против Никейской империи, экспансия которой угрожала как интересам правителя Эпира, который претендовал на византийское имперское наследие, так и самому существованию латинских государств Греции. Последовавшее дипломатические и военные манёвры привели к возможному поражению эпирско-латинского альянса в битве при Пелагонии в 1259 году .
Анна, после пленения Гильома императором Михаилом VIII Палеологом, взяла на себя регентство княжества Ахея и попыталась организовать сопротивление франкской Греции. Она также вызвала всех благородных дам Мореи (в отсутствие их мужей) в монастырь в её дворце в Никли, призывая их обсудить будущее Мореи. Это событие известно как «женский парламент» (Παλαρμάς των Κυράδων) .

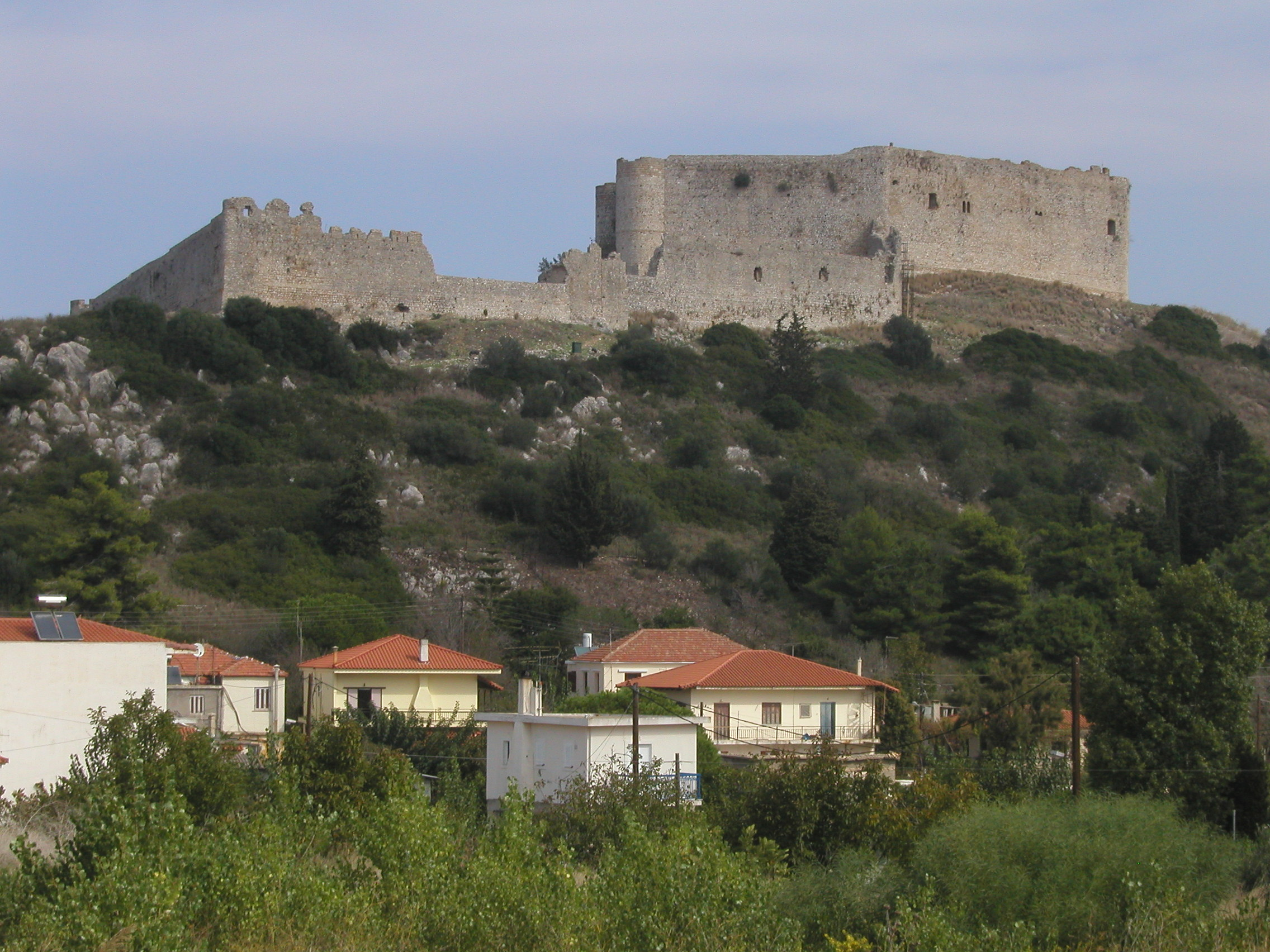
Замок Хлемуци на Пелопоннесе, построенный в начале XIII века князем Жоффруа I де Виллардуэном

Анна, известная на французском как Агнес, была третьей женой Гильома. Анна родила ему двух дочерей, Изабеллу и Маргариту. После смерти Гильома II в 1278 году, княжеский титул перешел к королю Сицилии Карлу I Анжуйскому. Анна унаследовала родовые владения Виллардуэнов — баронство Каламата и крепость Хлемуци — которые она получила в приданое от Гильома. Она также стала опекуном своей младшей дочери Маргариты, в то время как Изабелла вышла замуж за сына Карла, Филиппа, и уехала в Италию, где оставалась жить даже после смерти мужа в 1277 году.
В 1280 году Анна вышла замуж во второй раз за богатого владыку половины Фив Николаса II Сент-Омера. Это обеспокоило короля Карла, которому было неловко видеть Хлемуци, самый сильный замок в Ахайе, и Каламату, которая обладала одними из самых плодородных земель княжества, в руках и без того мощного вассала. Таким образом, после переговоров в 1282 году Анна обменяла свои владения на земли в других местах Месинии. Брак Анны с Николасом остался бездетным, и она умерла 4 января 1286 года. Её похоронили вместе со своим первым мужем в церкви Святого Иакова в Андравиде.